# Semenovia rubtzovii
Semenovia rubtzovii là một loài thực vật có hoa trong họ Hoa tán. Loài này được (Schischk.) Manden. miêu tả khoa học đầu tiên năm 1959.